# Куслін (гміна)
Гміна Куслін (пол. Gmina Kuślin) — сільська гміна у північно-західній Польщі. Належить до Новотомиського повіту Великопольського воєводства.
Станом на 31 грудня 2011 у гміні проживало 5636 осіб.

## Територія
Згідно з даними за 2007 рік площа гміни становила 106.31 км², у тому числі:
- орні землі: 77.00%
- ліси: 19.00%

Таким чином, площа гміни становить 10.51% площі повіту.

## Населення
Станом на 31 грудня 2011:
| Опис     | Загалом | Загалом | Чоловіки | Чоловіки | Жінки | Жінки |
| -------- | ------- | ------- | -------- | -------- | ----- | ----- |
| одиниця  | осіб    | %       | осіб     | %        | осіб  | %     |
| все      | 5636    | 100     | 2835     | 50.30    | 2801  | 49.70 |
| міське   | 0       | 100     | 0        |          | 0     |       |
| сільське | 5636    | 100     | 2835     | 50.30    | 2801  | 49.70 |

## Сусідні гміни
Гміна Куслін межує з такими гмінами: Душники, Львувек, Новий Томишль, Опалениця.